# Paul du Chaillu

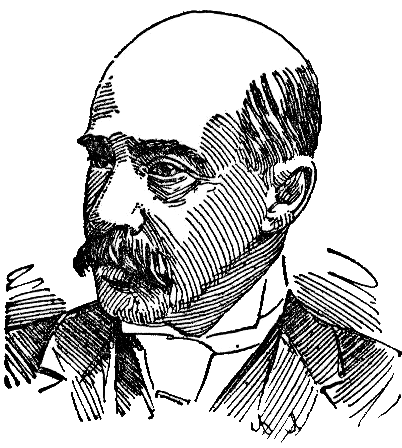
Paul du Chaillu

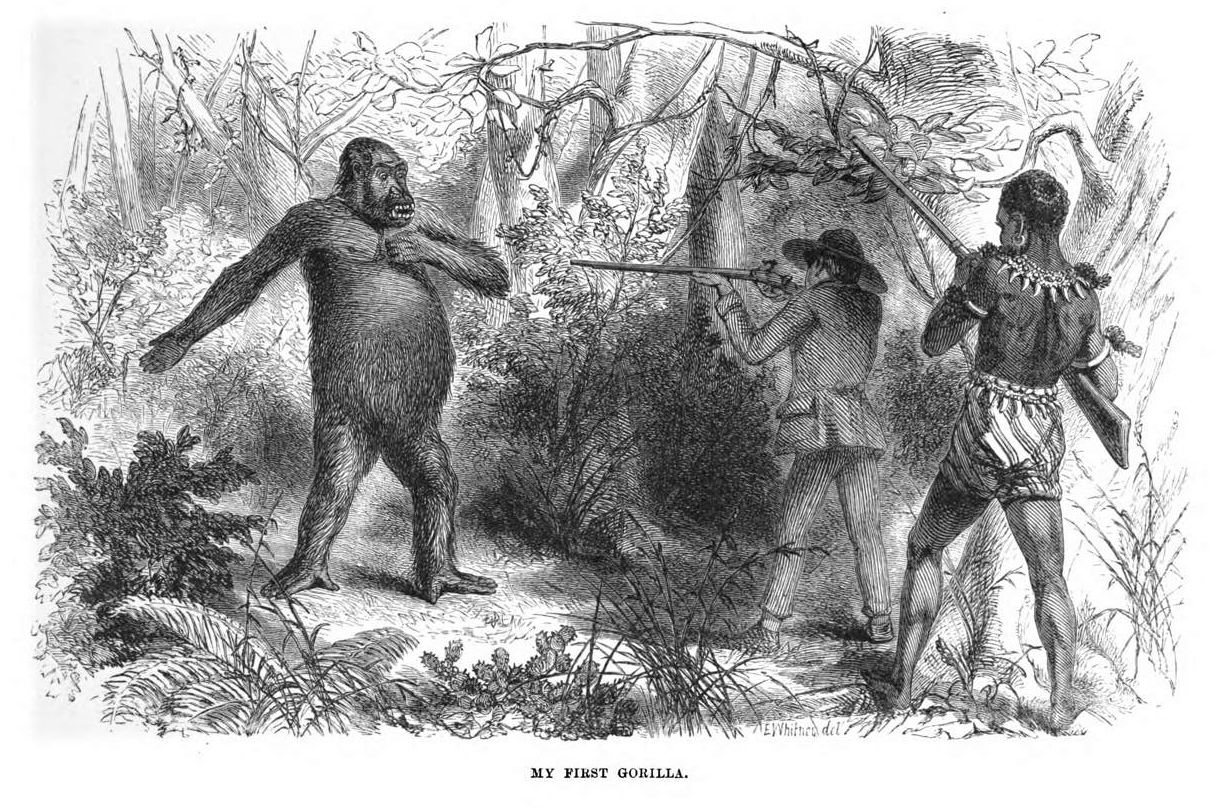
Du Chaillu spotyka goryla

Paul Belloni du Chaillu (ur. 31 lipca 1835, zm. 30 kwietnia 1903) – amerykański podróżnik. Urodził się prawdopodobnie w Paryżu, a prawie na pewno we Francji, choć niektóre źródła podają Nowy Orlean jako miejsce jego urodzenia.

## Najważniejsze dzieła
- Explorations and Adventures in Equatorial Africa, 1861,
- Journey to Ashangoland, 1867,
- Stories of the Gorilla Country, 1868,
- Wild Life under the Equator, 1869,
- Lost in the Jungle, 1869,
- My Apingi Kingdom, 1870,
- The Country of the Dwarfs, 1871,
- The Land of the Midnight Sun, 1881,
- The Viking Age, 1889.